# Boží muka (Úvalno)
Boží muka stojí v centru obce Úvalno v blízkosti farního kostela svatého Mikuláše v okrese Bruntál. Jsou chráněná jako kulturní památka od roku 1958 a byla zapsána do Ústředního seznamu kulturních památek ČR.

## Popis
Barokní Boží muka pocházejí z druhé poloviny 18. století. Jsou zděnou omítanou výklenkovou stavbou na půdorysu trojúhelníku s okosenými nárožími a krytou jehlanovou stříškou z pálených tašek, ve vrcholu je postaven kovový kříž s pozlacenou svatozáří. Z nízké podesty vybíhá nízký podstavec s okosenými nárožími, která jsou zdobena volutovými křídly nahoře zakončenými závitnicí. Křídla spočívají na vystupujících patkách nízkého soklu. Na závitnice nasedá profilovaná korunní římsa. Stěny jsou hladké, v horní třetině jsou oválné výklenky v šambráně s obvodní lištou. V roce 2010 opravu Božích muk provedlo sdružení Za Opavu.
Podle farní kroniky byla Boží muka opravována v roce 1933 a byly opraveny emailové malby na plechu, které se však nenávratně ztratily. Malby představovaly svatou Barboru, Floriána a Jana Nepomuckého. V roce 2015 do oválných nik byly vsazeny mozaiky svaté Barbory, Floriána a Vavřince, jejichž autorem je Josef Ondráška.